# Templo de Dendur
El Templo de Dendur, erigido en Dendur, Nubia, cerca del Nilo, fue encargado por el emperador Augusto y construido en época de Gayo Petronio, prefecto de Egipto, alrededor del año 15 a. C. 
Está dedicado a la diosa Isis, así como a dos hijos de un jefe nubio deificados, Peteese y Pihor. El templo fue desmontado y trasladado a Nueva York. Está expuesto en el Museo Metropolitano de Arte desde 1978.

## Arquitectura

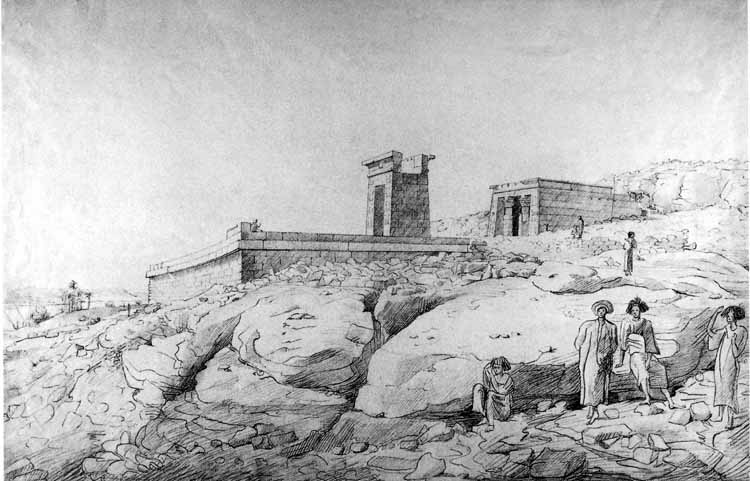
Dibujo del templo, realizado en 1819 por Henry Salt.

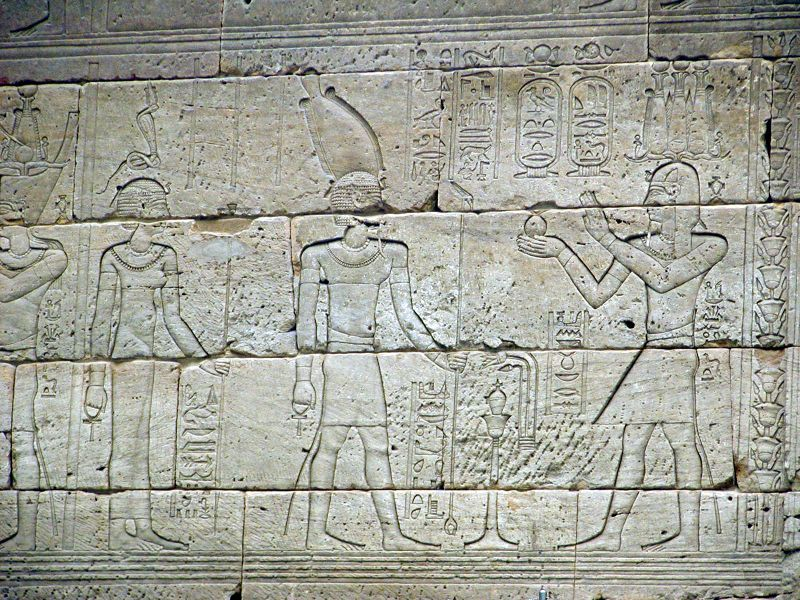
Augusto oferente, ante Osiris.

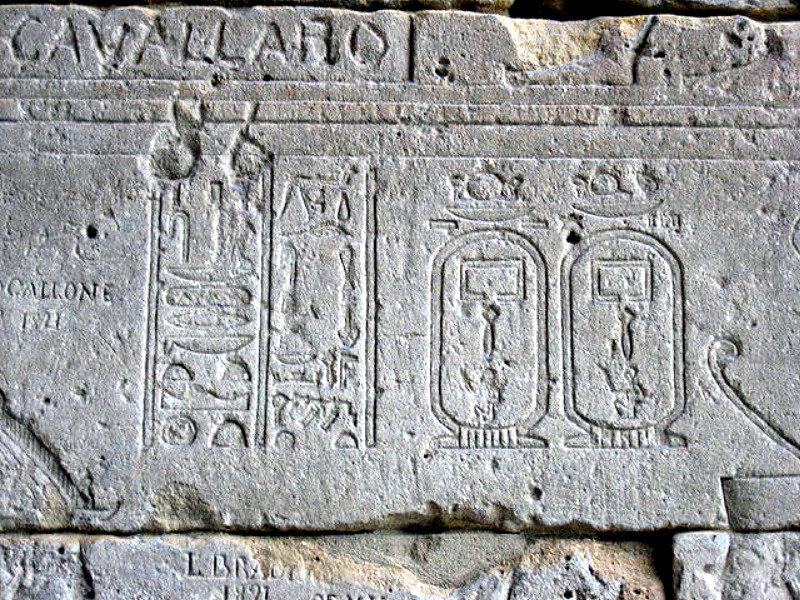
Nombres grabados en el.

El templo, de estilo egipcio, consta de pronaos, con dos columnas, vestíbulo y santuario. Delante posee una zona aterrazada y una puerta pétrea. Parte del conjunto estaba rodeado por un muro de adobe.
La edificación principal está construida con sillares de piedra arenisca y mide unos siete por trece metros. La zona aterrazada tiene unos treinta metros de anchura. El conjunto mide 25 metros de largo y ocho metros a su punto más alto.
Los muros del templo están decorados con relieves: la zona inferior con plantas de papiro y loto (símbolos del Alto y Bajo Egipto) típicas del Nilo, río que está simbolizado por representaciones del dios Hapy. 
En el dintel de la puerta, así como sobre la entrada al templo, hay relieves de Horus Behedety, el disco solar alado dios del cielo. En los muros exteriores se representa al emperador Augusto como faraón, presentando ofrendas a las deidades Isis, Osiris y su hijo Horus. El tema se repite en la primera sala del templo, donde se muestra a Augusto orante y oferente. 
La zona central, utilizada para las ofrendas, y el santuario de Isis, al fondo del templo, están casi sin decorar. Sólo posee relieves el marco de la puerta y la pared posterior del santuario. En este se muestra a Peteese y Pihor como jóvenes dioses adorando a Isis y Osiris. 
También fue construida una cripta en la zona del fondo. Una cámara perforada en la roca de los acantilados cercanos pudo haber representado las tumbas de Peteese y Pihor, de los que se decía que se habían ahogado en el río Nilo.
El templo fue transformado en una iglesia cristiana copta en el año 577, sufriendo las lógicas modificaciones. El interior fue revocado y pintado, pero estos añadidos se han desvanecido casi por completo.

## Traslado del templo
En 1960, en relación con la construcción de la presa de Asuán y la amenaza consiguiente de inundación por su embalse (el lago Nasser) a monumentos y sitios arqueológicos de Nubia como el templo de Abu Simbel, la UNESCO hizo una llamada internacional para salvar estos sitios. En agradecimiento, Egipto donó cuatro monumentos a los países que respondieron a este reclamo en una manera significativa: Dendur a los Estados Unidos, Ellesiya a Italia (Museo Egipcio de Turín), Debod a España (Madrid) y Taffa a los Países Bajos (Rijksmuseum van Oudheden de Leiden)
El templo fue desmantelado en 1963 y los 642 bloques se conservaron en la isla de Elefantina. Fue donado a los Estados Unidos por la República Árabe de Egipto en 1965, siendo transportado en barco hasta Nueva York, y cedido al Metropolitan Museum of Art en 1967, condicionado a proporcionarle un ambiente adecuado.

## Copias arquitectónicas
El edificio egipcio del Colegio Médico de Virginia, de 1845, en Richmond, es una réplica del Templo de Dendur.